# Purgerot
Purgerot est une commune française située dans le département de la Haute-Saône, la région culturelle et historique de Franche-Comté et la région administrative Bourgogne-Franche-Comté.

## Géographie

### Climat
Pour des articles plus généraux, voir Climat de la Bourgogne-Franche-Comté et Climat de la Haute-Saône.
En 2010, le climat de la commune est de type climat des marges montargnardes, selon une étude du Centre national de la recherche scientifique s'appuyant sur une série de données couvrant la période 1971-2000. En 2020, Météo-France publie une typologie des climats de la France métropolitaine dans laquelle la commune est dans une zone de transition entre le climat océanique altéré et le climat océanique altéré et est dans la région climatique  Lorraine, plateau de Langres, Morvan, caractérisée par un hiver rude (1,5 °C), des vents modérés et des brouillards fréquents en automne et hiver. 
Pour la période 1971-2000, la température annuelle moyenne est de 9,8 °C, avec une amplitude thermique annuelle de 17,4 °C. Le cumul annuel moyen de précipitations est de 1 090 mm, avec 13,1 jours de précipitations en janvier et 9,5 jours en juillet. Pour la période 1991-2020, la température moyenne annuelle observée sur la station météorologique de Météo-France la plus proche, « Montureux-lès-Baulay », sur la commune de Montureux-lès-Baulay à 8 km à vol d'oiseau, est de 10,9 °C et le cumul annuel moyen de précipitations est de 907,3 mm. 
La température maximale relevée sur cette station est de 40,8 °C, atteinte le 25 juillet 2019 ; la température minimale est de −25 °C, atteinte le 26 février 1986,,. 
Les paramètres climatiques de la commune ont été estimés pour le milieu du siècle (2041-2070) selon différents scénarios d'émission de gaz à effet de serre à partir des nouvelles projections climatiques de référence DRIAS-2020. Ils sont consultables sur un site dédié publié par Météo-France en novembre 2022.

## Urbanisme

### Typologie
Au 1er janvier 2024, Purgerot est catégorisée commune rurale à habitat dispersé, selon la nouvelle grille communale de densité à sept niveaux définie par l'Insee en 2022.
Elle est située hors unité urbaine. Par ailleurs la commune fait partie de l'aire d'attraction de Vesoul, dont elle est une commune de la couronne,. Cette aire, qui regroupe 158 communes, est catégorisée dans les aires de 50 000 à moins de 200 000 habitants,.

### Occupation des sols
L'occupation des sols de la commune, telle qu'elle ressort de la base de données européenne d’occupation biophysique des sols Corine Land Cover (CLC), est marquée par l'importance des territoires agricoles (60 % en 2018), une proportion sensiblement équivalente à celle de 1990 (60,1 %). La répartition détaillée en 2018 est la suivante : 
prairies (42,4 %), forêts (37,8 %), terres arables (9,5 %), zones agricoles hétérogènes (8,2 %), zones urbanisées (2,1 %). L'évolution de l’occupation des sols de la commune et de ses infrastructures peut être observée sur les différentes représentations cartographiques du territoire : la carte de Cassini (XVIIIe siècle), la carte d'état-major (1820-1866) et les cartes ou photos aériennes de l'IGN pour la période actuelle (1950 à aujourd'hui).

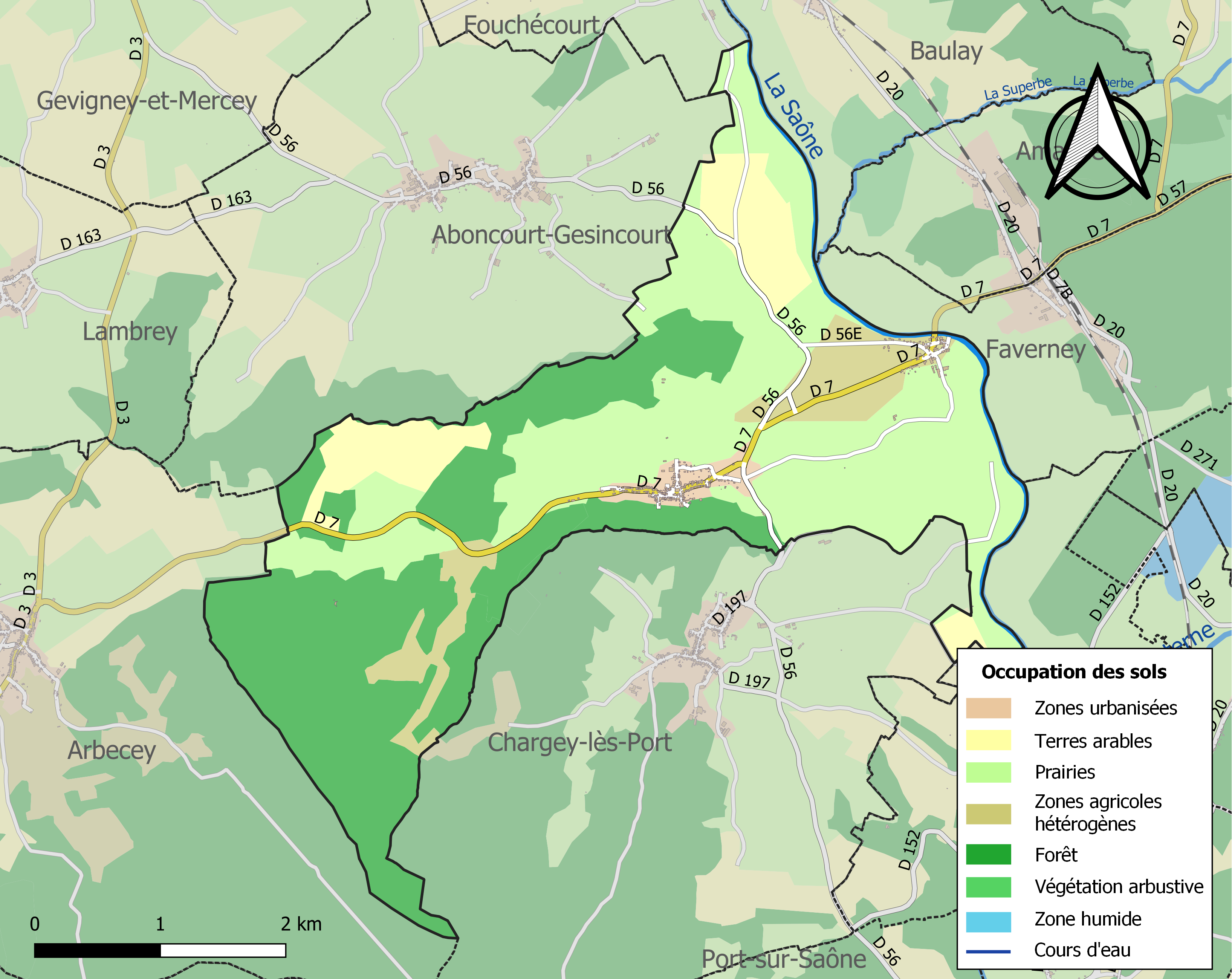
Carte des infrastructures et de l'occupation des sols de la commune en 2018 (CLC).

## Histoire
La commune avait fusionné avec sa voisine, Arbecey, en 1972, sous le nom de Purgerot-Arbecey, mais les deux communes ont été rétablies en 1977.

## Politique et administration

### Rattachements administratifs et électoraux
Buffignécourt fait partie de l'arrondissement de Vesoul du département de la Haute-Saône, en région Bourgogne-Franche-Comté. Pour l'élection des députés, elle dépend de la première circonscription de la Haute-Saône.
La commune faisait partie depuis 1801 du canton de Combeaufontaine. Dans le cadre du redécoupage cantonal de 2014 en France, la commune fait désormais partie du canton de Jussey.

### Intercommunalité
La commune était membre de la communauté de communes de la Saône jolie, créée en 1992.
L'article 35 de la loi n° 2010-1563 du 16 décembre 2010 « de réforme des collectivités territoriales » prévoyant d'achever et de rationaliser le dispositif intercommunal en France, et notamment d'intégrer la quasi-totalité des communes françaises dans des EPCI à fiscalité propre, dont la population soit normalement supérieure à 5 000 habitants, les communautés de communes : 
- Agir ensemble ;  
- de la Saône jolie ; 
- des six villages ; 
et les communes isolées de Bourguignon-lès-Conflans, Breurey-lès-Faverney et Vilory ont été regroupées pour former le 1er janvier 2014 la communauté de communes Terres de Saône, dont est désormais membre la commune.

### Liste des maires
| Période                                  | Période                       | Identité                          | Étiquette | Qualité                                                                                                |
| ---------------------------------------- | ----------------------------- | --------------------------------- | --------- | --- |
| Les données manquantes sont à compléter. |                               |                                   |           | |
| avril 1798                               | août 1804                     | François Girardot                 |           | |
| août 1804                                | mars 1806                     | Richard                           |           | |
| mars 1806                                | mars 1816                     | François Dujardin                 |           | |
| mars 1816                                | mai 1819                      | Antoine Amboise                   |           | |
| mai 1819                                 | juin 1828                     | Claude François Girardot          |           | |
| juin 1828                                | mars 1835                     | Claude François Laittet           |           | |
| mars 1835                                | septembre 1843                | Pierre François Augustin Chiffert |           | |
| septembre 1843                           | août 1851                     | Claude François Laittet           |           | |
| août 1851                                | mars 1864                     | Simon Thevenot                    |           | |
| mars 1864                                | août 1871                     | Jacques Edouard Etienne Bournond  |           | |
| août 1871                                | mars 1896                     | Antoine Poutot                    |           | |
| mars 1896                                | avril 1904                    | Xavier Biot                       |           | |
| Les données manquantes sont à compléter. |                               |                                   |           | |
| mars 1971                                | 21 août 2011                  | Gilbert Heck                      | PS        | Cadre aux Tréfileries de Conflandey Vice-président de la CC Saône jolie ( ? → 2011) Décédé en fonction |
| octobre 2011                             | En cours (au 15 juillet 2016) | Frank Henry                       | PS        | Magasinier à Vesoul Réélu pour le mandat 2014-2020                                                     |

## Démographie
L'évolution du nombre d'habitants est connue à travers les recensements de la population effectués dans la commune depuis 1793. Pour les communes de moins de 10 000 habitants, une enquête de recensement portant sur toute la population est réalisée tous les cinq ans, les populations de référence des années intermédiaires étant quant à elles estimées par interpolation ou extrapolation. Pour la commune, le premier recensement exhaustif entrant dans le cadre du nouveau dispositif a été réalisé en 2005.

En 2022, la commune comptait 328 habitants, en évolution de −4,93 % par rapport à 2016 (Haute-Saône : −1,4 %, France hors Mayotte : +2,11 %).
| 1793 | 1800  | 1806 | 1821 | 1831 | 1836 | 1841 | 1846 | 1851 |
| ---- | ----- | ---- | ---- | ---- | ---- | ---- | ---- | ---- |
| 896  | 1 025 | 974  | 924  | 932  | 927  | 911  | 870  | 856  |

| 1856 | 1861 | 1866 | 1872 | 1876 | 1881 | 1886 | 1891 | 1896 |
| ---- | ---- | ---- | ---- | ---- | ---- | ---- | ---- | ---- |
| 785  | 780  | 788  | 764  | 775  | 709  | 691  | 653  | 659  |

| 1901 | 1906 | 1911 | 1921 | 1926 | 1931 | 1936 | 1946 | 1954 |
| ---- | ---- | ---- | ---- | ---- | ---- | ---- | ---- | ---- |
| 600  | 625  | 603  | 536  | 538  | 505  | 538  | 544  | 487  |

| 1962 | 1968 | 1975 | 1982 | 1990 | 1999 | 2005 | 2006 | 2010 |
| ---- | ---- | ---- | ---- | ---- | ---- | ---- | ---- | ---- |
| 497  | 449  | 622  | 390  | 373  | 359  | 369  | 367  | 367  |

| 2015 | 2020 | 2022 | - | - | - | - | - | - |
| ---- | ---- | ---- | - | - | - | - | - | - |
| 347  | 331  | 328  | - | - | - | - | - | - |

## Culture locale et patrimoine

### Lieux et monuments
- Église Saint-Martin de Purgerot.
- Lavoir de Purgerot.

### Héraldique
|  | Les armes de la commune se blasonnent ainsi : D’or à Saint Martin coupant son manteau avec son épée, le tout de pourpre sur son cheval de sable. |